# Petula Clark
Petula Clark (ur. 15 listopada 1932 w Ewell) – brytyjska piosenkarka, aktorka i kompozytorka.
Najbardziej znana w latach 60. XX wieku. Ze swoimi blisko 70 milionami sprzedanych płyt odniosła największy solowy sukces w Wielkiej Brytanii do dziś. Jest także najdłużej występującą gwiazdą utrzymującą się na popowych listach przebojów – 51 lat od 1954, kiedy The Little Shoemaker znalazł się w brytyjskiej Top Twenty, do 2005, kiedy jej CD L’essentiel – 20 Succès Inoubliables znalazł się na listach belgijskich.
Jej największy hit to prawdopodobnie Downtown, który można usłyszeć w filmie Przerwana lekcja muzyki z 1999 roku, gdzie śpiewa ją Winona Ryder w duecie z Angeliną Jolie, oraz w serialu Lost. Jej inne, znane piosenki to m.in. Colour My World, You’d Better Come Home, I Know a Place, Happy Heart, Who am I, A Sign of the Times oraz The Other Man’s Grass Is Always Greener.
W 1961 r. wyszła za mąż za francuskiego aktora i producenta filmowego, Claude'a Wollfa (1931–2024). Rozstali się po ok. 30 latach, lecz pozostali małżeństwem aż do jego śmierci.

## Filmografia
- Medal for the General (1944)
- Strawberry Roan (1945)
- Murder in Reverse (1945)
- I Know Where I'm Going! (1945)
- Trouble at Townsend (1946)
- London Town (1946)
- Vice Versa (1948)
- Easy Money (1948)
- Here Come the Huggetts (1948)
- Vote for Huggett (1949)
- The Huggetts Abroad (1949)
- Don't Ever Leave Me (1949)
- The Romantic Age (1949)
- Dance Hall (1950)
- White Corridors (1951)
- Madame Louise (1951)
- The Card (1952)
- Made in Heaven' (1952)
- The Runaway Bus (1954)
- The Gay Dog (1954)
- The Happiness of Three Women (1954)
- Track the Man Down (1955)
- That Woman Opposite (1957)
- 6.5 Special (1958)
- À Couteaux Tirés (1964)
- Finian’s Rainbow (Tęcza Finiana) (1968)
- Goodbye, Mr. Chips (Do widzenia, panie Chips) (1969)
- Drôles de Zèbres (1977)
- Never, Never Land (1980)
- Sans Famille (1981)